# Richard Koebner
Richard Koebner (Wiesbaden, 5 mei 1910 – Milwaukee, 6 oktober 2002) was een Amerikaanse componist, muziekpedagoog, dirigent, hoboïst en arrangeur. Hij was een zoon van het Duitse echtpaar Richard Koebner sr. en Barbara T. Fuchs en vertrok als baby van drie maanden met het schip SS Lapland via Antwerpen naar de Verenigde Staten.

## Levensloop
Koebner studeerde muziektheorie, compositie, orkestdirectie, hobo en muziekopleiding aan het Wisconsin Conservatory of Music in Milwaukee. In 1928 was hij voor een bepaalde tijd hoboïst in het National High School Orchestra onder leiding van Frederick Stock. Na het behalen van zijn diploma's werd hij hoboïst bij het Milwaukee Symphony orchestra. Verder was hij als muziekpedagoog aan het Wisconsin Conservatory of Music en als componist werkzaam. Hij was eveneens dirigent van de Lutheran Symphonic Band in Milwaukee.
Op 7 december 1935 huwde hij met Anne Skornicka; samen hadden zijn een dochter.
Als componist schreef hij meerdere werken voor orkest, harmonieorkest, vocale muziek en pedagogische werken voor instrumenten. In 1948 won hij met zijn hymne Wisconsin de door de gelijknamige staat georganiseerde compositiewedstrijd.

## Composities

### Werken voor orkest
- 1937 - Symfonie nr. 1, voor orkest
- Footlights, concertstuk voor orkest

### Werken voor harmonieorkest
- 1938 - Czech Rhapsody, voor harmonieorkest
- 1943 - Prelude to Spring, voor harmonieorkest
- 1948 - Spring Madrigal Overture, voor harmonieorkest
- 1956 - Serenade, voor harmonieorkest

### Vocale muziek

#### Werken voor koor
- 1947 - Wisconsin, hymne van de Amerikaanse staat Wisconsin voor gemengd koor (of samenzang) en harmonieorkest (of orkest) - tekst: Floyd S. Knight

### Pedagogische werken
- 1939 - Rubank Intermediate Method for Oboe - samen met Joseph E. Skornicka
- 1946 - Boosey and Hawkes instrumental course, oboe
- 1946 - Methode voor dwarsfluit (Böhm-systeem)
- 1961 - The Master Method of Instrumental Instruction: Oboe